# 독짓는 늙은이 (1982년 드라마)
《독짓는 늙은이》는 1982년 5월 1일에 방영된 TV문학관이다.

## 줄거리
평생을 옹기가마에서 장독을 빚는 데 매달려 온 송 영감(이치우). 송 영감은 재혼한 젊은 아내(오수미)와 어린 아들, 세 식구끼리 산골 속 외진 곳에서 단란하게 살아가도 있었다. 그런데 어느 날 한 청년(백윤식)이 송 영감의 직공으로 들어오게 되는데...

## 출연
- 이치우
- 오수미
- 백윤식
- 사미자
- 김인문
- 양진영
- 이영
- 정진
- 박정웅
- 전원주
- 김을동
- 신수강
- 김봉근
- 황범식
- 이현두
- 홍영자
- 이미경
- 조태숙
- 김동완
- 최승철
- 최우백
- 김옥미
- 김은선
- 최건호